# 尚·吉羅
尚·亨利·加斯東·吉羅（法語：Jean Henri Gaston Giraud，1938年5月8日—2012年3月10日）是一個法國漫畫家。吉羅在國際享負盛名，除了他的本名外，他的筆名墨比斯（Mœbius）同樣為人熟悉，另一個比較少用的名字是，通常用在作品的簽名上。

## 生平
尚·吉罗于1938年在巴黎的市郊马恩河畔诺让出生。 在16岁那年，他进入巴黎应用艺术学校学习美术。。到18岁时，他已经为Far West杂志画漫画，作品叫《Frank et Jeremie》（Les Aventures de Frank et Jeremie）。到了1961，尚·吉罗成为当时著名的比利时漫画家吉杰的学徒。吉罗协助吉杰完成了画集Jerry Spring。 次年，作家让·米歇尔·沙丽耶邀请吉杰为其杂志《Pilote》画漫画，吉杰拒绝邀请，但推荐了尚·吉罗。于是，在1963年，两人一起创作了令他们声名大噪的西部漫画角色「蓝莓上尉（Lieutenant Blueberry）」，一个顶着破鼻子、有着坚毅性格的美国陆军“蓝莓中尉”，迈克·布鲁贝瑞·多诺万的第一个冒险旅程便开始了。《蓝莓中尉》也是尚·吉罗在法国最受欢迎的作品。作为漫画家的尚·吉罗也因此在1988年和其他的11人被选为著名的Angoulême Festival的大奖赛的优胜者。
他也用Giraud和Gir这些笔名, 与其他漫画家（譬如Auclair and Tardi)合作漫画。

墨比斯（Mœbius）这个笔名是在1963年诞生的，吉罗用这个名字来创作他的科幻小说和奇幻风格作品。 吉罗于1963-64年为讽剌杂志Hara-Kiri创作了21集的故事后，便在大众视线下消失了达10年之久。在1975年，他与让·皮埃尔、伯纳德·法卡斯等人共同创办了重金属杂志，并于1981年和亞歷杭德羅·霍多羅斯基共同创作了著名的L'Incal系列。吉罗的另一著名系列The Airtight Garage和他那开创性的Arzach也是在《重金属》开始发表的。
尚·吉罗笔下奇幻的场景和丰富迷人的视觉想像力，使得漫画界之外的许多艺术相关人士也纷纷注意到他的作品。第一个邀请他参与电影工作的是霍道罗斯基（Alexandro Jodorowsky），他邀请 尚·吉罗 参与《Dune》的制作，包括画分镜表（Storyboard）和制作設計的工作。但是很可惜，该片因资金中断而在18个月后夭折。然而，尚·吉罗和 Jodorowsky 的合作仍未中断，从 1975 年第一部短篇《猫之眼 (Les yeux du chat) 》开始，两人合作了许多作品，其中最脍炙人口的，是从 1980 到1988 年之间一同创作的《L'Incal》这部 6 大册的科幻漫画巨著。
在1988年，吉罗和斯坦·李为美国超级英雄漫画角色银色冲浪手合作创作了一个短篇。 Moebius' take on the character was unfavourably alluded to in the film Crimson Tide by Lt. Commander Ron Hunter (played by Denzel Washington) in deference to that of Silver Surfer co-creator 杰克·科比 (in a scene written by an uncredited Quentin Tarantino). 吉罗和电影制作人宫崎骏是朋友，他们两个人于2004年12月至2005年3月在巴黎举办展览展示两人的作品。吉罗甚至将他的女儿命为Nausica。 （Nausica是宫崎骏作品风之谷的主角）。

XIII系列产品的最后一register的第一部分由尚·吉罗绘制，标题是“香格里拉版本Irlandaise”（爱尔兰版本）第二部份是由原本的创作队伍[吉恩·范·哈梅] - 威廉万斯绘制标题是乐DERNIER轮“（最后一回）两部份在同一天出版（2007年11月13日）。

## 風格
根據不同系列的風格，他的繪畫風格可以有極大的改變。吉羅剛剛踏入這個行業時，繪畫風格是極度寫實的（比如1963開始連載的Aventures du lieutenant Blueberry）。而近期的作品，則比較夢幻。他嘗試過蝕刻版畫、黑白插圖、簡明線條風格的彩圖、水彩畫。
大多數他自己創作的系列都和科幻小說有關。一些作品帶有詩意。而另一些和形而上學有關。在上世紀60年代，法國對於作品的審查是很嚴格的，幸好有他創辦的雜誌Métal Hurlant，他才能更自由地表逹自己。經吉羅等人的努力，針對成年人的漫畫才開始出現。
吉羅的畫法是極多變的，一些漫畫迷就不喜歡他的作品藍莓，因為無論在畫法上或是在意念上，這部作品都出現極大的改變。但作為一個作者，不滿足於原本的風格和技能，尋求進一步的發展，是很重要的。這也是吉羅早期成功的原因。
吉羅畫過許多草稿，其中一些展覧過。他畫得很快，是畫得最快的藝術家之一。他述事的技巧，對於電影的工作，在作品中對於建筑的描畫，使他成為一個重要而獨一的人物。

## 延伸閱讀
- Erik Svane, Martin Surmann, Alain Ledoux, Martin Jurgeit, Gerhard Förster, Horst Berner: "Blueberry und der europäische Western-Comic" (2003, Zack-Dossier 1; Berlin: Mosaik, ISBN 3-932667-59-X)

### 引用
1. 1 2  Comics Buyer's Guide #1485; May 3, 2002; Page 29
2. 1 2  . AsiaOne.   [2012-03-10]. （原始内容存档于2012-03-14）.
3. ↑  De Weyer, Geert. . Amsterdam / Antwerp: Atlas. 2008: 215. ISBN 9789045009964 （荷兰语）.
4. 1 2 3  . Comiclopedia. Lambiek.   [2009-07-30]. （原始内容存档于2009-08-02）.
5. ↑  Hachereau, Dominique, ,   [2009-07-18], （原始内容存档于2010-01-03） （法语）
6. ↑  Bordenave, Julie, , AnimeLand.com,   [2008-05-18], （原始内容存档于2008-06-01）
7. ↑  Ghibli Museum (编), , Tokuma Memorial Cultural Foundation for Animation,   [2008-05-18], （原始内容存档于2008-06-01） （日语）
8. ↑  Libiot, Eric. . L'Express. 4 January 2007. （原始内容存档于2007年1月7日）.（法文）
9. ↑  "Expo GIR et MOEBIUS"bdparadisio.com 的存檔，存档日期2008-09-30.
10. ↑  "Blueberry au bord du Nervous break-down..." bdparadisio 的存檔，存档日期2008-11-21.
11. ↑  "Jean Giraud sur un scénario de Jean-Michel Charlier"bdparadisio.com 的存檔，存档日期2008-11-21. （法文）
12. ↑  "Moebius - Jean Giraud - Video del Maestro all' opera"youtube.com

## 外部連結
- 官方网站 （法文）
- Twists of Fate on France magazine （英文）
- Jean Giraud profile （页面存档备份，存于） on Artfacts （英文）
- Giraud （页面存档备份，存于） on bpip.com （英文）
- Jean Giraud （页面存档备份，存于） on Lambiek Comiclopedia （英文）
- Moebius在互联网电影资料库（IMDb）上的資料（英文） （英文）
- Giraud在互联网电影资料库（IMDb）上的資料（英文） （英文）
- Jean Giraud: Moebius on youtube.com （法文）
- Moebius （页面存档备份，存于） on contours-art.de （德文）